# لزلی-ان برنت
لزلی-اَن برَنت (به انگلیسی: Lesley-Ann Brandt) (زادهٔ ۲ دسامبر ۱۹۸۱)، یک هنرپیشه اهل آفریقای جنوبی است. او بیشتر برای ایفای نقش‌هایی نظیر ناویئا در مجموعه تلویزیونی اسپارتاکوس، و میز در لوسیفر شناخته شده است.